# Río Zeyuko
El río Zeyuko (en ruso: Зеюко) es un arroyo del Cáucaso septentrional en el raión de Jabez de la república de Karacháyevo-Cherkesia del sur de Rusia. Es un afluente por la izquierda del río Mali Zelenchuk, que desemboca en el río Kubán.

## Curso
El río nace en los montes al noroeste de Elburgan y al suroeste de Zeyuko, que separan sus aguas de las del valle del Bolshói Zelenchuk. Su curso discurre por 8.1 km por un valle poco pronunciado en dirección nordeste hasta la desembocadura en la orilla izquierda del Mali Zelenchuk al norte de Zeyuko, frente a Kosh-Jabl.

## Historia
P. N. Shishkin descubrió tumbas de las que proceden vasijas de barro de los siglos V-VII en 1933 en la montaña frente al aul Zeyuko. Cerca del aúl Zeyuko T. M. Minayeva observó túmulos cabardino-circasianos de los siglos XIV-XVI.